# Hochland-Nacktsohlenrennmaus

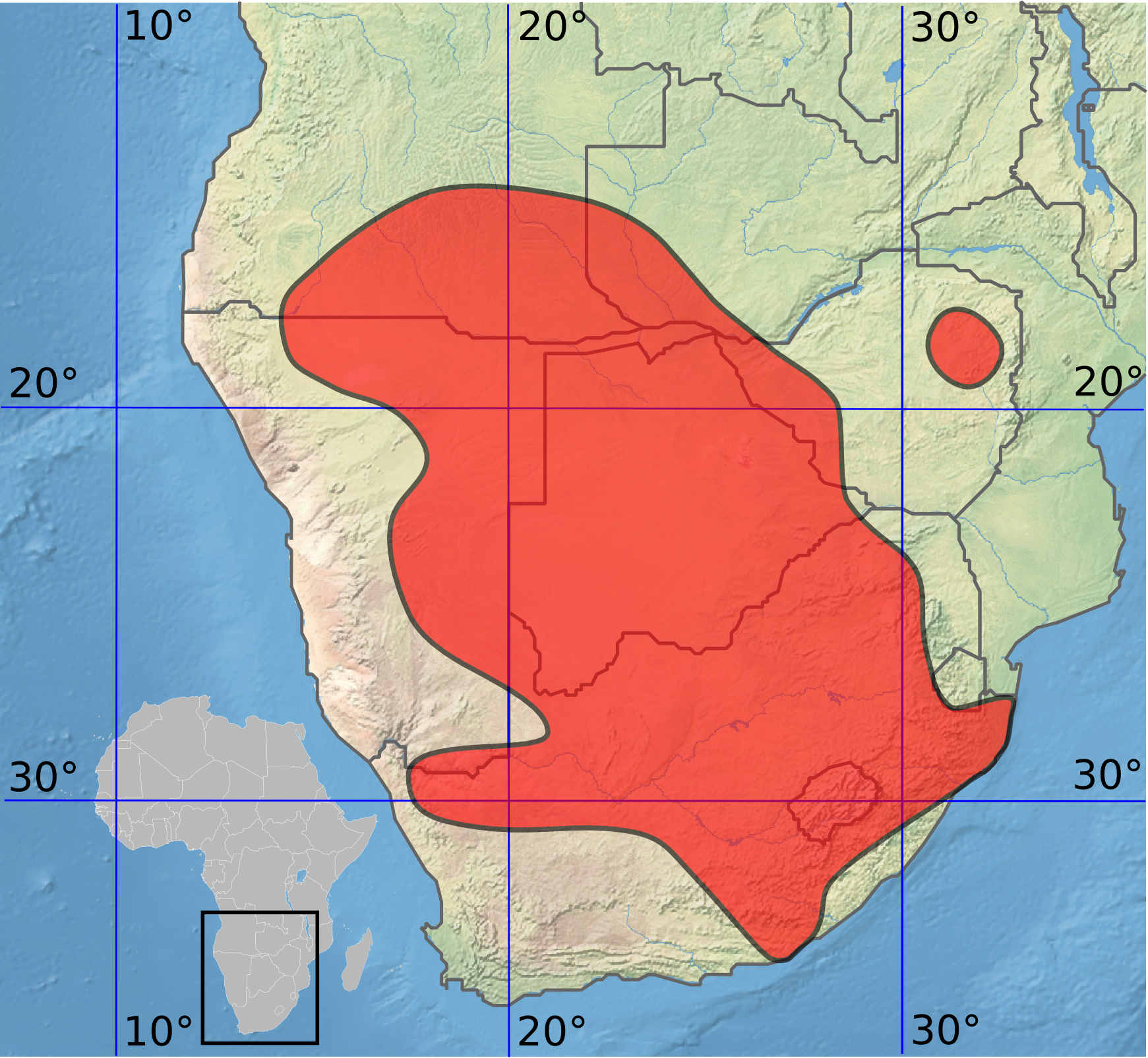
Verbreitungsgebiet der Hochland-Nacktsohlenrennmaus

Die Hochland-Nacktsohlenrennmaus oder Brants-Nacktsohlen-Rennmaus (Gerbilliscus brantsii) ist ein Nagetier in der Unterfamilie der Rennmäuse, das im südlichen Afrika vorkommt. Die Art ist nahe mit der Kap-Nacktsohlenrennmaus (Gerbilliscus afra) verwandt.
Der Artzusatz im wissenschaftlichen Namen ehrt den niederländischen Zoologen Anton Brants.

## Merkmale
Die Exemplare sind mit einer Kopf-Rumpf-Länge von 96 bis 164 mm, einer Schwanzlänge von 103 bis 186 mm und einem Gewicht von 25 bis 126 g mittelgroße Rennmäuse. Sie haben 19 bis 47 mm lange Hinterfüße und 12 bis 34 mm lange Ohren. Die Oberseite ist mit rotbraunem bis hellrotem weichem Fell bedeckt, während das Fell der Unterseite sehr hell graubraun bis weiß ist. Der Kopf ist durch eine spitze Schnauze, lange Vibrissen, ein weißes Kinn, große Augen und dunkelbraune Ohren gekennzeichnet. Die Art hat wie andere Rennmäuse Hinterbeine, die deutlich länger als die Vorderbeine sind. Der vordere Bereich des Schwanzes ist oberseits wie die Körperoberseite rotbraun bis rötlich. Die Unterseite und die hintere Hälfte sind weiß. Weibchen besitzen zwei oder vier Zitzen auf der Brust und vier Zitzen im Leistenbereich. Bei der Weißbauch-Nacktsohlenrennmaus (Gerbilliscus leucogaster) ist die Grenze zur weißen Unterseite deutlicher und der Schwanz besitzt einen dunklen Aalstrich auf der Oberseite. Die Kap-Nacktsohlenrennmaus hat dagegen einen einheitlich gefärbten Schwanz.

## Verbreitung
Das Verbreitungsgebiet reicht vom südlichen Angola und südwestlichen Sambia über das östliche Namibia, Botswana und das westliche Simbabwe bis in den Osten Südafrikas und nach Lesotho. Ein Fund stammt aus dem Norden Mosambiks. Die Hochland-Nacktsohlenrennmaus hält sich in offenen Grasflächen mit vereinzelten Bäumen oder Sträuchern auf. Sie besucht Landwirtschaftsflächen und wird dort als Schädling betrachtet.

## Lebensweise
Die nachtaktiven Exemplare ruhen am Tage in selbstgegrabenen komplexen unterirdischen Tunnelsystemen. Ein typischer Bau besteht aus mehreren Gängen, die zusammen etwa 6 Meter lang sind und die bis zu 20 Zentimeter unter der Oberfläche liegen. Die Tunnel haben einen Durchmesser von 45 bis 60 Millimeter. Weiterhin gibt es eine Wohnkammer. Manchmal werden Nester des Afrikanischen Graumulls weitergenutzt. In der Natur liegen die Baue verschiedener Individuen meist dicht beieinander, was einer Kolonie ähnelt. Bei Labortieren kamen Kämpfe, bei denen die Kontrahenten auf den Hinterbeinen stehen und sich mit Schlägen traktieren, nur selten vor.
Die Hochland-Nacktsohlenrennmaus frisst vorwiegend Pflanzenteile, wie Wurzeln oder grüne Triebe, die gelegentlich mit Insekten komplettiert werden. Die Kommunikation erfolgt mit Pfeiftönen, die teilweise im Ultraschall-Bereich liegen.
Weibchen können sich zu allen Jahreszeiten fortpflanzen, doch die meisten Nachkommen werden zu Beginn der kühlen Trockenzeit geboren. Ein Wurf besteht aus bis zu fünf Jungtieren, nach einer Trächtigkeit von 22 Tagen. Die Jungtiere sind anfänglich blind und hilfsbedürftig. Sie öffnen ihre Augen nach 16 bis 20 Tagen und werden etwa 28 Tage gesäugt. Die meisten Weibchen pflanzen sich fünf bis sechs Mal pro Jahr fort.
Die Hochland-Nacktsohlenrennmaus wird von Schlangen, kleineren Raubtieren und Eulen, wie der Schleiereule oder der Kapgraseule gejagt. Sie ist ein Überträger des Pestbakteriums und ein Wirt anderer Bakterien, z. B. der Gattungen Pseudomonas, Listeria und Mycobacterium. Das Fell wird von zahlreichen Parasiten befallen.

## Gefährdung
Für den Bestand der Art liegen keine Bedrohungen vor. Die Hochland-Nacktsohlenrennmaus wird von der IUCN als „nicht gefährdet“ (least concern) gelistet.